# ستيف غاردنر
ستيف غاردنر (بالإنجليزية: Steve Gardner)‏ (7 أكتوبر 1958 المملكة المتحدة - ) هو لاعب كرة قدم بريطاني يلعب كمهاجم.

## روابط خارجية
- ستيف غاردنر على موقع قاعدة بيانات كرة القدم.إي يو (الإنجليزية)
- ستيف غاردنر على موقع عالم كرة القدم.نت (الإنجليزية)